# Marko Dević

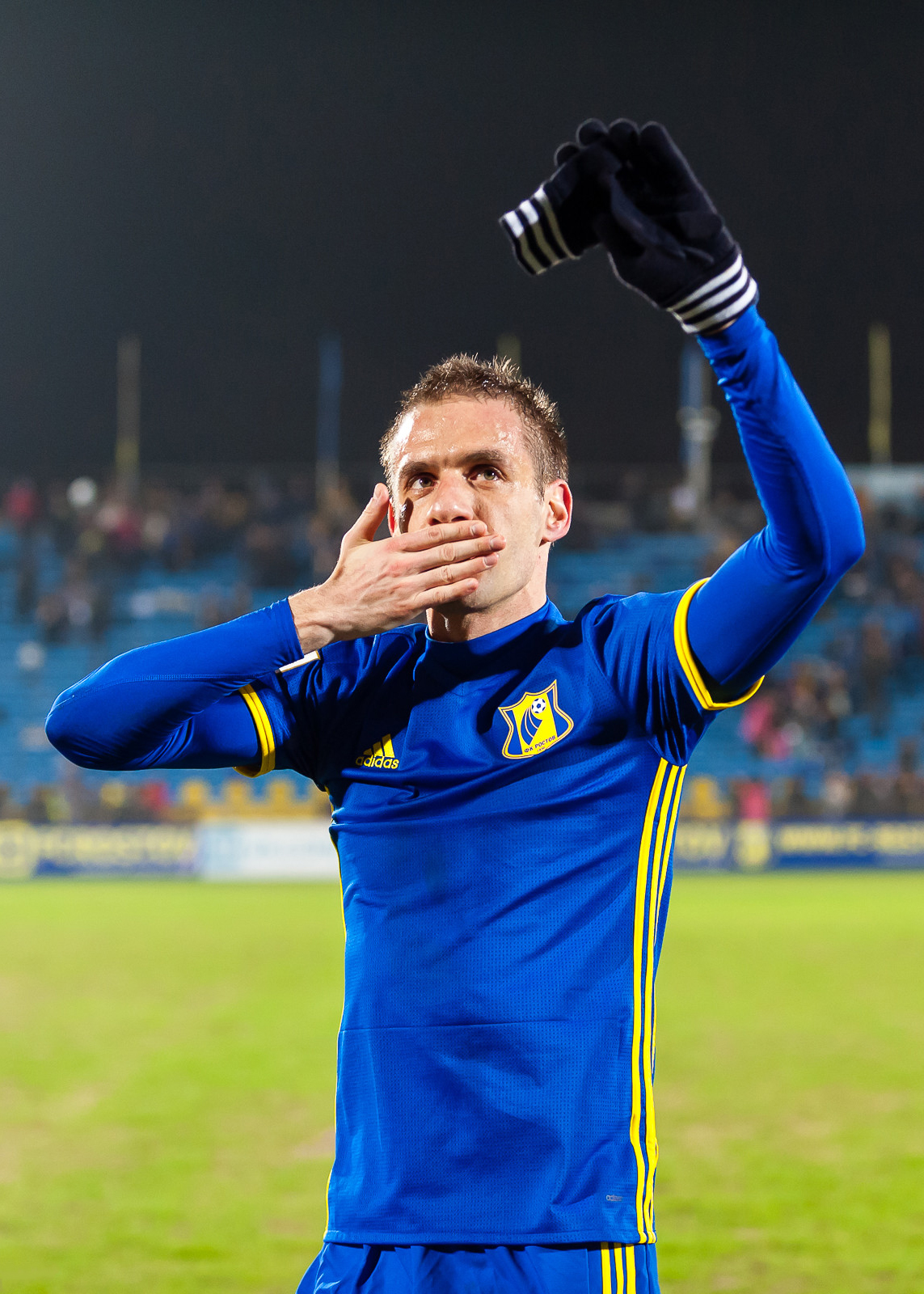
Dević en 2017 con el Rostov

Marko Dević (en serbio: Марко Девић; Belgrado, Yugoslavia, 27 de octubre de 1983) es un exfutbolista serbio, nacionalizado ucraniano, que jugaba de delantero centro.
En abril de 2020 abandonó el Sabah F. K. y anunció su retirada.

## Clubes
| Club                 | País          | Año       |
| -------------------- | ------------- | --------- |
| F. K. Zvezdara       | Serbia        | 2001-2002 |
| F. K. Zeleznik       | Serbia        | 2002-2003 |
| FK Radnički Belgrado | Serbia        | 2003-2004 |
| F. K. Voždovac       | Serbia        | 2004      |
| Volyn Lutsk          | Ucrania       | 2005-2006 |
| Metalist Járkov      | Ucrania       | 2006-2012 |
| Shakhtar Donetsk     | Ucrania       | 2012-2013 |
| Metalist Járkov      | Ucrania       | 2013-2014 |
| Rubin Kazán          | Rusia         | 2014-2016 |
| Al-Rayyan (cedido)   | Catar         | 2015      |
| Rostov               | Rusia         | 2017      |
| Vaduz                | Liechtenstein | 2017-2018 |
| Sabah F. K.          | Azerbaiyán    | 2018-2019 |
| F. K. Voždovac       | Serbia        | 2019      |
| Sabah F. K.          | Azerbaiyán    | 2020      |

### Campeonatos nacionales
| Título                                  | Club                 | País          | Año  |
| --------------------------------------- | -------------------- | ------------- | ---- |
| Segunda División de Serbia y Montenegro | FK Radnički Belgrado | Serbia        | 2004 |
| Supercopa de Ucrania                    | Shakhtar Donetsk     | Ucrania       | 2012 |
| Copa de Ucrania                         | Shakhtar Donetsk     | Ucrania       | 2013 |
| Liga Premier de Ucrania                 | Shakhtar Donetsk     | Ucrania       | 2013 |
| Segunda División de Catar               | Al-Rayyan            | Catar         | 2015 |
| Copa de Liechtenstein                   | Vaduz                | Liechtenstein | 2018 |

### Distinciones individuales
| Distinción                                    | Club            | Año  |
| --------------------------------------------- | --------------- | ---- |
| Máximo goleador de la Liga Premier de Ucrania | Metalist Járkov | 2008 |